# Wysadzina
Wysadzina – zjawisko polegające na podnoszeniu się górnej powierzchni przemarzającego gruntu wskutek tworzenia się w tej strefie soczewek lodu, wypychającego ku górze leżący nad powstającym lodem osad. 
Soczewy lodu powstają w efekcie kapilarnego podciągu wody gruntowej do wyżej leżącej strefy przemarzania gruntu, przy czym proces ten zachodzi głównie w gruntach spoistych, złożonych z osadów drobnoziarnistych (przede wszystkim drobno- i średnioziarnistych frakcji pylastych, czasem gliny lub iłu), rzadziej w gruntach piaszczystych. Oprócz odpowiedniej frakcji osadu, do tworzenia się soczew lodu niezbędne są sprzyjające warunki klimatyczne (umożliwiające przemarzanie gruntu), duża wilgotność warstwy gruntu oraz na tyle płytko położone zwierciadło wód gruntowych, by możliwe było kapilarne podciąganie wody do warstwy zamarzającej. Grunty, które spełniają powyższe wymogi, nazywane są wysadzinowymi, a sam proces tworzenia wysadzin – wysadzinowością. Powstawaniu wysadzin sprzyja też uboga roślinność albo jej brak. Wysadziny powstają także w strefie wiecznej zmarzliny. Najliczniejsze i największe tworzą się w górnej partii warstwy przemarzającej. Wielkość rocznego podniesienia powierzchni gruntu w wyniku tworzenia się wysadzin może wynosić 8 cm. Powstawanie wysadzin, oprócz wybrzuszeń stropowej powierzchni, może prowadzić do jej spękania i powstawania szczelin. Zjawiska te powodują deformację i spękania różnych powierzchni lub warstw budowanych przez człowieka na gruntach wysadzinowych, np. powierzchni dróg jezdnych czy fundamentów domów.